# Alberto Fouillioux
Pour les articles homonymes, voir Fouilloux.
Alberto Jorge Fouillioux Ahumada est un footballeur puis entraîneur chilien, né le 22 novembre 1940 à Santiago (Chili) et mort le 23 juin 2018 dans la même ville.

## Biographie
Attaquant de l'universidad Católica, Alberto Fouillioux fait partie de l'équipe du Chili qui a terminé à la troisième place la coupe du monde 1962 disputée à domicile. Il a également joué la World Cup 1966 en Angleterre. 
Alberto Fouillioux compte 70 sélections (12 buts) entre 1960 et 1972. Il est le troisième joueur le plus capé de l'histoire de la sélection chilienne au XXe siècle, derrière Leonel Sánchez (84) et Nelson Tapia (73).

## Carrière
- 1957-1969 : CD Universidad Católica
- 1969-1971 : CD Huachipato  Chili
- 1971-1972 : CD Unión Española
- 1972-1975 : Lille OSC
- 1975 : CD Universidad Católica[2]

## Palmarès
- 70 sélections et 12 buts en équipe du Chili entre 1960 et 1972
- Troisième de la Coupe du monde 1962 avec le Chili
- Champion du Chili en 1961, 1966 et 1975 avec l'Universidad Católica
- Champion de France de D2 en 1974 avec le Lille OSC